# Cosmopterix orichalcea
Cosmopterix orichalcea là một loài bướm đêm thuộc họ Cosmopterigidae. Loài này có ở khắp châu Âu (ngoại trừ bán đảo Balkan) về phía đông tới Nhật Bản.
Sải cánh khoảng 9 mm. Cá thể trưởng thành mọc cánh từ tháng 8 tới tháng 5. 
Ấu trùng ăn các loài Anthoxanthum odoratum, Festuca arundinacea, Hierochloe odorata, Milium species, Phalaris arundinacea và Phragmites australis. Chúng ăn lá cây nơi chúng sống. Chúng ưa thích lá phía dưới hơn.

## Hình ảnh

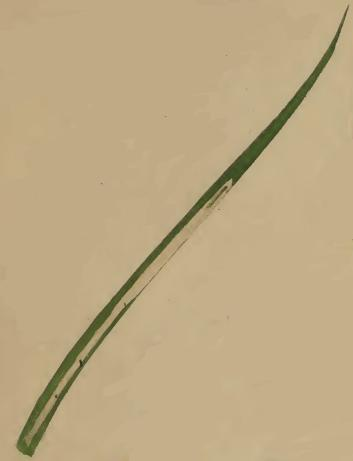
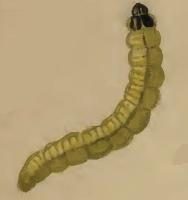